# VR 카노조
VR 카노조(VR Kanojo)는 일루전이 개발하고 2017년 2월에 마이크로소프트 윈도우 PC에서 HTC 바이브와 오큘러스 리프트용으로 출시된 가상 현실 에로게 소셜 시뮬레이션 게임이다. VR 카노조는 일루전의 2010년 게임 REAL 카노조의 후속작이며 가상의 여자친구와 소토할 수 있는 비슷한 가정을 따른다. 반다이 남코 엔터테인먼트의 섬머 레슨(Summer Lesson)과 비슷한 것으로 설명된다.

## 같이 보기
- 에로게 목록